# Hermann Müller (Baubeamter)
Hermann Philipp Eduard Müller (* 26. Januar 1859 in Groß-Peterwitz, Kreis Ratibor, Provinz Schlesien; † 3. November 1917 in der Umgebung von Berlin) war ein Ingenieur und Baubeamter. Erst Regierungsbaumeister, wurde er später Gemeindebaurat der Gemeinde Wilmersdorf und schließlich von 1906 bis 1917 Stadtbaurat von Wilmersdorf.

## Leben
Hermann Müller war Sohn des Stationsvorsteher Carl August Müller und dessen Ehefrau Florentina Josepha Franziska Kariger. Er wurde am 27. Februar 1859 der katholischen Konfession getauft. Drei Jahre nach Hermann Müller wurde sein Bruder Arthur Friedrich August Müller am 5. Juli 1862 geboren.

### Regierungs-Baumeister
Im Prüfungsjahr vom 1. April 1887/1888 legte Müller seine zweite Hauptbaumeister-Prüfung für den Staatsdienst im Baufach ab und erhielt so den Titel des Königlichen Regierungs-Baumeister. Anschließend wurde ihm aufgrund seiner dargelegten Tüchtigen Kenntnisse und Leistungen eine Reiseprämie von 1800 Mark für grössere Studiensreisen behufs Förderung weiterer Ausbildung bewilligt.
Anschließend heiratete Müller am 13. September 1888 in Kalterherberg, Kreis Montjoie (heute Monschau) die Anna Christina geb. Blum. Später im Jahre 1888 hat er sich in Berlin aufgehalten und wurde für den 75. Urwahlbezirk als Wahlmann (Dreiklassenwahlrecht) ausgewählt. Ein Jahr später gewann Müller den Schinkelpreis im Bereich Bauingenieurwesen mit einer Vergütung von 1700 Mark in einem Wettbewerb für eine Hafenbahn nebst Rangierbahnhof mit seinem Entwurf „Frisch vorwärts“. Am 13. März 1889 wurde ihm dazu bei den Jahresfest des Berliner Architekten Vereins feierlich durch den Ministerial-Director Schneider die Denkmünzen überreicht. Anscheinend nahm er auch gleichzeitig am Wettbewerb zum Normalentwurf eines eisernen Viaduktes für Venezuela mit dem Entwurf „Glückliche Reise“ teil und wurde mit 1000 Mark belohnt.
In Folgezeit war er vermutlich bis 1892 in Venezuela. Am 29. August 1892 bekam er die Tochter Franziska Toni Charlotte Müller († 1975) in Berlin. Für die Geburtsurkunde beim Standesamt wies sich Müller durch eine Eisenbahnfahrkarte aus.
Einige Jahre später am 31. März 1893 wird amtlich bekanntgemacht: Seine Majestät der König (Wilhelm II.) haben Allergnädigst geruht […] und dem Königlichen Regierungs-Baumeister Hermann Müller in Berlin die Erlaubnis zur Annahme und Anlegung der ihnen verliehenen fremdländischen Orden zu ertheilen […] und dem letzteren des Venezolanischen Bolivar-Ordens IV. Klasse. Anscheinend hatte er sich in Venezuela verdient gemacht. Einige Monate später ersuchte Müller aus dem Staatsdienst auszuscheiden. Dieser Wunsch wurde ihm erfüllt und am 3. Juni 1893 amtlich mitgeteilt.

### Baurat

#### Gemeindebaurat
Gegen 1902 wurde Hermann Müller, vorherig Direktor der Breslauer Kanalisationswerke, für die Neukanalisation Wilmersdorf als dritter Gemeindebaurat der Gemeinde Wilmersdorf berufen. Diese im Jahre 1906 vollendete Kanalisation bestand in Hauptsache aus dem weitverzweigten Kanalnetz, dem Kanalwasserhebewerk (Pumpstation) und der bei Stahnsdorf errichteten biologischen Abwasserreinigungsanlage.

#### Stadtbaurat
Nach der Verleihung des Stadtrechts an Wilmersdorf im Jahre 1907 wurden durch die Stadtverordneten-Versammlung am 24. April 1907 die Stadtbauräte gewählt. Dazu zählte als dritter Stadtbaurat für die Kanalisation Wilmersdorf Hermann Müller. Zugleich wurde für den Stadtbaurat für dem Hochbau der bisherige Gemeindebaurat Otto Herrnring und als Stadtbaurat für den Tiefbau der bisherige Gemeindebaurat Otto Lambert gewählt. Die Amtseinführung fand am 1. Juli statt. In seiner Amtszeit als Stadtbaurat war er für den Tiefbau, für Verkehrsangelegenheiten, das Kanalbauwesen sowie für die Untergrunddeputation tätig sowie für die Planung und den Bau der Wilmersdorf – Dahlemer Schnellbahn (Teil der U-Bahn-Linie U3 in Wilmersdorf) verantwortlich. Die Jungfernfahrt der Strecke fand am 3. Oktober 1913 statt, bei welcher er zusammen mit dem Baumeister Pletzmann als Gemeindevertreter Wilmersdorf anwesend war.
Die Abendausgabe des Berliner Tageblatts vom 8. Oktober 1913 berichtet über die Neubaustrecke wie folgt:

„[Hermann Müller] hat sich nicht damit begnügt, den Schmuck aus der technischen Anlage selbst herauszuentwickeln, sondern er fing an, in die Bahnhöfe hineinzubauen, jedem von ihnen einen besonderen architektonischen Charakter erst gewaltsam aufzuprägen. Statt der schlanken, der geringen Höhe der Räume wohlanstehenden Eisenstützen Grenanders nahm der Wilmersdorfer Baumeister das ,vornehmere‘ Material der Granitsäulen. Er erreichte dadurch aber nur, daß wir das Gefühl haben, die Bahnhofdecke liege direkt auf unseren Köpfen. […] Dann hat ferner bei der Ausgestaltung der Bahnhöfe der Name eine verhängnisvolle Rolle gespielt. […] der Heidelberger Platz nun gar, wo die tiefe Lage des Bahnhofs eine hohe Wölbung gestattet, ist zu einem richtigen Weinkeller ausgestaltet. Breite granitene Sockel tragen hochstrebende Bogen, von denen die Laternen lustig hernieder schaukeln, das ganze sieht fast wie ein Spott auf die Zwecke der Anlage aus. Man vergleiche damit, wie auf dem Bahnhof Inselbrücke [heute Märkisches Museum] die hohe Wölbung ausgenutzt ist.“

Am 26. September 1914 fiel sein Sohn, Kurt Müller, Referendar und Offiziersstellvertreter eines Reserveinfanterieregiment bei Kämpfen vor Diksmuide in Belgien. Unter anderem zur Zeit des Steckrübenwinters im Rahmen des Ersten Weltkriegs war Müller als Dezernent für die Lebensmittelversorgung tätig. Seine letzte Funktion vor seinem Tod war der Dezernent für die die Fleischversorgung.
Er verstarb bei einem Jagdausflug aufgrund eines Herzschlag. Später wurde er auf dem Friedhof Wilmersdorf beigesetzt (Abt. D 6a-1 Nr. 40/41). Da die Nutzungsrechte inzwischen abgelaufen sind, ist sein Grab nicht mehr erhalten.
Durch die Stadtbauratswahl am 10. Juli 1918 wurde der zu diesem Zeitpunkt schon verstorbene Stadtbaurat Müller durch den Charlottenburger Magistratsbaurat Hugo Schmidt durch 32 von 35 Stimmen abgelöst.

## Ehrungen
- Um 1890, Venezolanischer Bolivar-Ordens IV. Klasse[12]
- 1907, Roten Adlerorden IV. Klasse: Verleihung bei der Einweihung der Goetheschule am 9. April 1907 durch Präsident Dr. Mager[25][26]
- 1913, Königlichen Kronen-Orden III. Klasse: Für seine Verdienste bei dem Bau der Wilmersdorf – Dahlemer Schnellbahn Müller nach Bekanntmachung am 9. Oktober 1913 durch Minister Paul von Breitenbach[27][28][29][30]